# Dr. Nick Riviera
Nick Riviera, M.D. (stem gedaan door Hank Azaria) is een personage uit de animatieserie The Simpsons.
Nick is volgens eigen zeggen een dokter die net zo goed is als Julius Hibbert, maar in werkelijkheid is hij een kwakzalver. Nicks personage is een satirische parodie op dokters getraind in dubieuze medische scholen. Zijn naam kan zijn afgeleid van Elvis Presleys persoonlijke therapeut George C. Nichopoulos, die vaak Dr. Nick werd genoemd.

## Profiel
Riviera is een Doctor of Medicine. Hij heeft deze titel gehaald aan het Hollywood Upstairs Medical College (waar hij blijkbaar een groot deel van zijn tijd heeft doorgebracht met het verkrijgen van drugs en medicijnen om vrouwen te versieren). Hij heeft zijn M.D. ook grotendeels te danken aan geluk. Zijn geluk werkt ook nu nog, daar nog geen enkele patiënt die hij verkeerd heeft behandeld of een gevaarlijk medisch advies heeft gegeven hem heeft aangeklaagd (hoewel er wel een paar patiënten zijn die persoonlijk achter Nick aangingen).
Dr. Nick is een stereotype van een kwakzalver die puur voor het geld medische handelingen verricht, en zich niet bekommert om medische ethiek of het welzijn van zijn patiënten. In de aflevering "Much Apu About Nothing" is te zien hoe hij een inburgeringsexamen doet, wat suggereert dat hij tot dusver een illegale immigrant was.
In de aflevering "Bart Gets Hit by a Car" zijn enkele van Dr. Nicks diploma’s te zien, waaronder "Mayo Clinic Correspondence School", "Club Med School", "Female Body Inspector" en "I went to medical school for four years and all I got was this lousy diploma". Hij verschijnt vaak in thuiswinkelreclamespotjes waarin hij allemaal bizarre medische aanbiedingen doet.
Dr. Nick heeft meerdere malen de familie Simpson geholpen, al was dat omdat ze niet altijd Dr. Hibberts hulp konden betalen. Meest noemenswaardig was toen Homer een Coronary Artery Bypass Graft moest ondergaan. Lisa moest toen in de operatiekamer blijven en Dr. Nick, die duidelijk geen idee had waar hij mee bezig was, aanwijzingen geven. Enkel dankzij haar slaagde de operatie.
Dr. Nick is gemodelleerd naar Gábor Csupó van Klasky Csupo Studios – de tekenaars dachten eerst dat Hank Gabor nadeed toen hij de stem van Dr. Nick insprak, maar de stem was eigenlijk een imitatie van Ricky Ricardo uit I Love Lucy.
Dr. Nicks vaste begroeting als hij een kamer binnen gaat is "Hi, everybody!", waarop meteen wordt gereageerd met "Hi, Dr. Nick!". Enige uitzondering was in "Who Shot Mr. Burns? Part 2", waarin Mr. Burns enkel "Homer Simpson" kon zeggen – maar wel met de klemtoon van "Hi, Dr. Nick": "HO, mer simp-SON!".
Aan het einde van The Simpsons movie valt er een groot stuk glas op Dr. Nick. Hij zegt: "Goodbye, everybody!" en raakt dan buiten bewustzijn, of gaat dood. In afleveringen na de film komt hij echter weer terug.